# Gavarnia
Il Gavarnia è un torrente della provincia di Bergamo.
Nasce presso le Bocche del Gavarno nei pressi del Colle dei Pasta, propaggine del monte Misma (prealpi Orobie) e su cui si trova il sottobosco della Serradesca. Le Bocche del Gavarno si trovano a Gavarno-Vescovado, frazione di Scanzorosciate.
Fanno parte del Monte Misma ulteriori propaggini il Monte Bastia e il Monte del Roccolo, che fanno parte del PLIS omonimo.
Il torrente Gavarnia, dopo che nasce nelle Bocche del Gavarno, si sviluppa inizialmente nel territorio di Gavarno-Vescovado e Sant'Antonio (frazioni di Scanzorosciate) per poi arrivare fino a Gavarno Rinnovata. Il torrente, nella propria parte finale, il confine tra Gavarno Rinnovata (frazione di Villa di Serio) e Gavarno (frazione di Nembro). Il torrente dunque percorre tutta la valle Gavarnia, che gli dà il nome.
Infine, confluisce dopo circa 5 km nel fiume Serio a Nembro, in Val Seriana. 